# Siameser
Siameseren er en katterace af orientalsk afstamning.
Racens præcise afstamning er ukendt, men det siges, at den er fra det sydøstlige Asien – nærmere bestemt det hellige tempel Katte af Siam i Thailand. Her er de blandt de oprindelige, naturlige racer, som var kendt som Wichien-Maat, hvilket kan oversættes til Månediamant.
I løbet af det 20. århundrede blev siameseren en af de mest populære racer i Europa og Nordamerika.
- Wikimedia Commons har flere filer relateret til Siameser

| Dyr | Spire Denne artikel om dyr er en spire som bør udbygges. Du er velkommen til at hjælpe Wikipedia ved at udvide den. |